# Костромская губерния
Костромска́я губе́рния — административно-территориальная единица Российской империи, Российской республики, РСФСР и СССР, существовавшая в 1796—1929 годах. Губернский город — Кострома. В отличие от других регионов, современная Костромская область сильно территорией напоминает бывшую губернию.

## География
Губерния была расположена в центре Европейской части Российской империи. Граничила на западе с Ярославской, на юге с Владимирской и Нижегородской, на востоке с Вятской, на севере и северо-западе с Вологодской губерниями.
Площадь губернии составляла 83 996,4 км² — в 1897 году, 33 647 км² — в 1926 году.

## История
- 29 мая 1719 года создана Костромская провинция в Московской губернии и Галицкая провинция в Архангелогородской губернии.
- 6 марта 1778 года из этих двух провинций было создано Костромское наместничество,

наместничество делилось на две области: Костромскую с центром в Костроме и Унженскую с центром в Унже. В составе наместничества было 15 уездов: Буйский, Варнавинский, Ветлужский, Галицкий, Кадыйский, Кинешемский, Кологривский, Костромской, Луховский, Макарьевский, Нерехтский, Плёсовский, Солигаличский, Чухломской и Юрьевецкий.
- 12 декабря 1796 года наместничество было преобразовано в Костромскую губернию, города Буй, Кадый, Лух и Плёс оставлены за штатом.
- В 1802 году Буйский уезд был восстановлен.
- После Октябрьской революции 1917 года Костромская губерния вошла в состав образованной в 1918 году Российской Советской Федеративной Социалистической Республики (РСФСР).
- С 19 августа по 15 сентября 1918 года на территории Уренщины, которая находилась в восточной части губернии, поднялся мятеж против коммунистов. После некоторых столкновений мятеж был подавлен.
- В 1922 году в состав Нижегородской губернии переданы Варнавинский и Ветлужский уезды.
- Постановлением ВЦИК от 8 октября 1928 г. «О районировании Костромской губернии» было упразднено деление губернии на уезды и волости и введено деление на 19 районов: Арменский, Буйский, Галичский, Заволжский, Игодовский, Кологривский, Костромской, Красносельский, Кужбальский, Мантуровский, Межевской, Молвитинский, Нерехтский, Палкинский, Парфеньевский, Солигаличский, Судайский, Судиславский, Чухломский.
- Постановлением Президиума ВЦИК «Об образовании на территории РСФСР административно-территориальных объединений краевого и областного значения» от 14 января 1929 года с 1 октября 1929 года Костромская губерния была упразднена. Была образована Ивановская Промышленная область (в самом постановлении данного наименования ещё нет, Комиссии по районированию при Президиуме ВЦИК поручено установить наименование области) с центром в городе Иваново-Вознесенске, в составе, в качестве основного массива, губерний Иваново-Вознесенской, Владимирской, Ярославской и Костромской[3]. В апреле 1929 г. решением XVIII губернского съезда Советов Костромская губерния была преобразована в Костромской округ Ивановской Промышленной области.

## Герб
- 1-й Восстановлен (подтверждён) 28 ноября 1834 года, отменён 5 июля 1878 года

Описание герба: 
Щит, разделённый на четыре части: в первой, червлёной части серебряный крест, вторая и третья части золотые; в четвёртой, зелёной части серебряный полумесяц рогами вниз
- 2-й Утверждён 5 июля 1878 года

Описание герба: 
В лазуревом щите, на серебряной воде, золотой древний Варяжский корабль, с орлиной головой и крыльями на носовой части, с парусом, флагом, на котором Императорский орёл, и с семью гребцами. Щит увенчан Императорскою короною и окружён золотыми дубовыми листьями, соединёнными Андреевскою лентою

## Административное деление
В период с 1802 по 1918 год в состав губернии входило 12 уездов:
| №  | Уезд          | Уездный город          | Герб уездного города | Площадь, кв. вёрст | Население, чел. |
| -- | ------------- | ---------------------- | -------------------- | ------------------ | --------------- |
| 1  | Буйский       | Буй (2 240 чел.)       |                      | 2771,1             | 70 327 (1888)   |
| 2  | Варнавинский  | Варнавин (1 232 чел.)  |                      | 9430,0             | 108 046 (1889)  |
| 3  | Ветлужский    | Ветлуга (4 350 чел.)   |                      | 13 663,0           | 104 465 (1889)  |
| 4  | Галичский     | Галич (5 000 чел.)     |                      | 4228,6             | 108 258 (1888)  |
| 5  | Кинешемский   | Кинешма (4 398 чел.)   |                      | 4413,0             | 135 249 (1894)  |
| 6  | Кологривский  | Кологрив (2 364 чел.)  |                      | 11 398,3           | 113 021 (1894)  |
| 7  | Костромской   | Кострома (33 012 чел.) |                      | 4269,9             | 178 817 (1894)  |
| 8  | Макарьевский  | Макарьев (1 944 чел.)  |                      | 6680               | 110 624 (1894)  |
| 9  | Нерехтский    | Нерехта (3 981 чел.)   |                      | 3468,4             | 176 888 (1896)  |
| 10 | Солигаличский | Солигалич (3 420 чел.) |                      | 3824,9             | 60 652 (1896)   |
| 11 | Чухломской    | Чухлома (2 200 чел.)   |                      | 3271,1             | 50 982 (1897)   |
| 12 | Юрьевецкий    | Юрьевец (4 778 чел.)   |                      | 3006,8             | 128 837 (1894)  |

### Заштатные города
| № | Город      | Население (1897) | Входил в          | Герб |
| - | ---------- | ---------------- | ----------------- | ---- |
| 1 | Кадый      | 1095 чел.        | Макарьевский уезд |      |
| 2 | Лух        | 1965 чел.        | Юрьевецкий уезд   |      |
| 3 | Плёс       | 2164 чел.        | Нерехтский уезд   |      |
| 4 | Судиславль | 1362 чел.        | Костромской уезд  |      |
| 5 | Унжа       | 1284 чел.        | Макарьевский уезд |      |

### После революции
В 1918 году был образован Ковернинский уезд, а Кинешемский, Юрьевецкий и часть Нерехтского уезда отошли к Иваново-Вознесенской губернии.
В 1922 Макарьевский уезд вошел в состав Иваново-Вознесенской губернии, а Варнавинский и Ветлужский — в Нижегородскую. Ковернинский уезд был упразднён.
Таким образом, в 1926 году в состав губернии входило 7 уездов, а площадь её сократилась в 2,5 раза по сравнению с 1918 годом.
| № | Уезд          | Уездный город | Площадь, км² | Население (1926), чел. |
| - | ------------- | ------------- | ------------ | ---------------------- |
| 1 | Буйский       | Буй           | 3 409        | 95 801                 |
| 2 | Галичский     | Галич         | 5 226        | 142 051                |
| 3 | Кологривский  | Кологрив      | 10 761       | 133 651                |
| 4 | Костромской   | Кострома      | 4 770        | 243 671                |
| 5 | Нерехтский    | Нерехта       | 1 612        | 79 346                 |
| 6 | Солигаличский | Солигалич     | 3 994        | 62 849                 |
| 7 | Чухломский    | Чухлома       | 3 875        | 54 250                 |

## Население

### Численность населения
| Год  | Население, чел. | В том числе городское, чел. |
| ---- | --------------- | --------------------------- |
| 1847 | 1 003 033       |                             |
| 1897 | 1 429 228       | 94 365                      |
| 1905 | 1 567 600       |                             |
| 1926 | 811 619         | 116 742                     |

Плотность населения:
на 1905 год 18.66 чел/км² (83 996,4 км²),
на 1926 год 24.12 чел/км² (33 647 км²).

### Национальный состав
Национальный состав в 1897 году:
| Уезд             | русские | марийцы |
| ---------------- | ------- | ------- |
| Губерния в целом | 99,5    | …       |
| Буйский          | 99,9 %  | …       |
| Варнавинский     | 99,9 %  | …       |
| Ветлужский       | 98,2 %  | 1,6 %   |
| Галичский        | 99,7 %  | …       |
| Кинешемский      | 99,9 %  | …       |
| Кологривский     | 99,9 %  | …       |
| Костромской      | 98,8 %  | …       |
| Макарьевский     | 99,9 %  | …       |
| Нерехтский       | 99,9 %  | …       |
| Солигаличский    | 99,9 %  | …       |
| Чухломской       | 99,9 %  | …       |
| Юрьевецкий       | 99,9 %  | …       |

## Руководители губернии

### Генерал-губернаторы
| Ф. И. О.                       | Титул, чин, звание  | Время замещения должности |
| ------------------------------ | ------------------- | ------------------------- |
| Мельгунов Алексей Петрович     |                     | 1778                      |
| Ступишин Алексей Алексеевич    | генерал-поручик     | 1780—1782                 |
| Воронцов Роман Илларионович    | граф                | 1782—1783                 |
| Салтыков Иван Петрович         | граф, генерал-аншеф | 1784—1787                 |
| Заборовский Иван Александрович | генерал-поручик     | 1787—1796                 |

### Правители наместничества
| Ф. И. О.                     | Титул, чин, звание | Время замещения должности |
| ---------------------------- | ------------------ | ------------------------- |
| Шишкин Алексей Семёнович     | генерал-майор      | 1778—1781                 |
| Чернышёв Иван Львович        | генерал-майор      | 1782—1783                 |
| Голостенов Алексей Давидович | генерал-майор      | 1785—1787                 |
| Ламб Иван Варфоломеевич      | генерал-поручик    | 1788—1796                 |

### Губернаторы
| Ф. И. О.                                | Титул, чин, звание                                         | Время замещения должности |
| --------------------------------------- | ---------------------------------------------------------- | ------------------------- |
| Островский Борис Петрович               | действительный статский советник                           | 06.01.1797—04.06.1798     |
| Кочетов Николай Иванович                | тайный советник                                            | 04.06.1798—1806           |
| Пасынков Николай Фёдорович              | действительный статский советник                           | 16.08.1807—1815           |
| Баумгартен Карл Иванович                | тайный советник                                            | 1816—30.10.1827           |
| Ганскау Яков Фёдорович                  | действительный статский советник                           | 09.11.1827—27.04.1830     |
| Ланской Сергей Степанович               | действительный статский советник                           | 27.04.1830—27.11.1832     |
| Жемчужников Михаил Николаевич           | действительный статский советник                           | 27.11.1832—15.08.1833     |
| Приклонский Александр Григорьевич       | действительный статский советник                           | 15.08.1833—25.12.1838     |
| Жуков Николай Иванович                  | тайный советник                                            | 25.12.1838—14.02.1846     |
| Григорьев Константин Никифорович        | статский советник                                          | 14.02.1846—1847           |
| Суворов-Рымникский Александр Аркадьевич | граф, князь Италийский, генерал-майор                      | 30.10.1847—1847           |
| Васильчиков Илларион Илларионович       | князь, генерал-майор                                       | 31.12.1847—1849           |
| Каменский Иван Васильевич               | генерал-майор                                              | 1849—28.02.1852           |
| Муравьёв Валериан Николаевич            | статский советник                                          | 28.02.1852—10.04.1853     |
| Лангель Николай Андреевич               | генерал-лейтенант                                          | 10.04.1853—1853           |
| Войцех Андрей Фёдорович                 | генерал-майор, и. д.                                       | 12.07.1853—24.10.1857     |
| Романус Иван Васильевич                 | генерал-лейтенант                                          | 24.10.1857—08.07.1861     |
| Рудзевич Николай Александрович          | генерал-лейтенант                                          | 11.07.1861—09.12.1866     |
| Доргобужинов Владимир Ипполитович       | действительный статский советник (тайный советник)         | 09.12.1866—17.03.1878     |
| Андреевский Николай Ефимович            | тайный советник                                            | 21.04.1878—24.05.1884     |
| Калачев Виктор Васильевич               | действительный статский советник                           | 24.05.1884—23.01.1892     |
| Шидловский Александр Романович          | действительный статский советник                           | 20.01.1892—26.11.1897     |
| Леонтьев Иван Михайлович                | в должности егермейстера, действительный статский советник | 12.12.1897—06.07.1902     |
| Князев Леонид Михайлович                | действительный статский советник                           | 06.07.1902—08.10.1905     |
| Саввич Павел Сергеевич                  | генерал-майор                                              | 10.10.1905—27.10.1905     |
| Ватаци Александр Александрович          | генерал-майор                                              | 27.10.1905—15.12.1906     |
| Веретенников Алексей Порфирьевич        | генерал-майор                                              | 15.12.1906—1910           |
| Шиловский Пётр Петрович                 | статский советник                                          | 22.02.1910—31.12.1912     |
| Стремоухов Пётр Петрович                | действительный статский советник                           | 31.12.1912—1915           |
| Мякинин Александр Петрович              | действительный статский советник                           | 28.01.1915—01.09.1915     |
| Хозиков Иван Владимирович               | действительный статский советник                           | 01.09.1915—03.03.1917     |

### Губернские предводители дворянства
| Ф. И. О.                       | Титул, чин, звание                             | Время замещения должности |
| ------------------------------ | ---------------------------------------------- | ------------------------- |
| Машков Александр Филиппович    | генерал-майор                                  | 1780—1782                 |
| Семичев Александр Дмитриевич   | действительный статский советник               | 1782—1787                 |
| Кутузов Фёдор Михайлович       | князь, генерал-майор                           | 1787—1797                 |
| Тухачевский Афанасий Фёдорович | коллежский асессор                             | 1797—1802                 |
| Нелидов Григорий Иванович      | генерал-майор                                  | 1802—1805                 |
| Козловский Дмитрий Николаевич  | князь, надворный советник                      | 1805—1811                 |
| Протасьев Александр Петрович   | коллежский советник                            | 1811—1815                 |
| Купреянов Сергей Фёдорович     | гвардии полковник                              | 08.10.1815—1818           |
| Татищев Сергей Павлович        | действительный статский советник, камергер     | 1818—1831                 |
| Купреянов Сергей Фёдорович     | действительный статский советник               | 1831—1845                 |
| Головин Григорий Иванович      | капитан-лейтенант                              | 15.02.1845—1848           |
| Бошняк Константин Карлович     | майор                                          | 13.01.1848—1851           |
| Чагин Фёдор Фёдорович          | статский советник                              | 31.01.1851—16.02.1854     |
| Миронов Александр Алексеевич   | действительный статский советник               | 26.02.1854—23.12.1865     |
| Карцев Николай Павлович        | отставной гвардии ротмистр (статский советник) | 23.12.1865—31.12.1871     |
| Васьков Иван Фёдорович         | губернский секретарь                           | 31.12.1871—17.01.1875     |
| Шипов Василий Михайлович       | отставной гвардии штабс-капитан                | 31.01.1875—04.02.1878     |
| Шипов Дмитрий Львович          | действительный статский советник               | 04.02.1878—06.04.1879     |
| Шипов Авдей Иванович           | коллежский советник (тайный советник)          | 30.01.1881—14.01.1902     |
| Нелидов Николай Фёдорович      | действительный статский советник               | 14.01.1902—31.01.1905     |
| Щулепников Павел Васильевич    | титулярный советник                            | 31.01.1905—24.03.1908     |
| Зузин Михаил Николаевич        | отставной капитан 2-го ранга                   | 24.03.1908—1914           |
| Бирюков Сергей Иванович        | действительный статский советник               | 1914—1917                 |

### Вице-губернаторы
| Ф. И. О.                              | Титул, чин, звание                                                                                           | Время замещения должности |
| ------------------------------------- | --- | ------------------------- |
| Скалон Александр Петрович             | статский советник                                                                                            | 1778—1780                 |
| Алалыкин Александр Ильич              | бригадир | 1780—1782                 |
| Лопухин Андрей Иванович               | действительный статский советник                                                                             | 1782—1789                 |
| Страхов Иван Варфоломеевич            | статский советник                                                                                            | 1789—1792                 |
| Рындин Кирилл Степанович              | коллежский советник                                                                                          | 1793—20.12.1796           |
| Краснокутский Григорий Иванович       | статский советник                                                                                            | 23.03.1797—10.02.1800     |
| Васьков Иван Кузьмич                  | действительный статский советник                                                                             | 10.02.1800—1813           |
| Горчаков Дмитрий Петрович             | князь, коллежский советник                                                                                   | 1813—07.08.1815           |
| Ушаков Степан Миронович               | статский советник                                                                                            | 07.08.1815—17.12.1819     |
| Пейкер Иван Устинович                 | коллежский советник                                                                                          | 17.12.1819—15.02.1821     |
| Фан-дер-Флит Тимофей Ефремович        | статский советник                                                                                            | 16.06.1821—1824           |
| Пузанов Иван Иванович                 | статский советник                                                                                            | 15.02.1824—05.11.1826     |
| Фон-Кронек, Вальтер Адам Лаврентьевич | коллежский советник                                                                                          | 05.11.1826—11.01.1830     |
| Прутченко Борис Ефимович              | коллежский советник                                                                                          | 11.01.1830—11.04.1831     |
| Юренев Николай Алексеевич             | действительный статский советник                                                                             | 08.05.1831—26.07.1835     |
| Клементьев Никтополион Михайлович     | коллежский советник                                                                                          | 26.07.1835—01.02.1838     |
| Бороздин Андрей Дмитриевич            | коллежский советник                                                                                          | 01.02.1838—11.12.1841     |
| Крылов Иван Лукич                     | надворный советник                                                                                           | 11.12.1841—12.05.1847     |
| Гайворонский Николай Елисеевич        | надворный советник                                                                                           | 12.05.1847—16.10.1849     |
| Гагарин Сергей Михайлович             | князь, надворный советник                                                                                    | 16.10.1849—10.12.1852     |
| Брянчанинов Пётр Александрович        | надворный советник (коллежский советник)                                                                     | 10.12.1852—24.10.1855     |
| Борзенко Александр Алексеевич         | действительный статский советник                                                                             | 24.10.1855—10.05.1857     |
| Виноградский Афиноген Васильевич      | статский советник (действительный статский советник)                                                         | 10.05.1857—09.03.1862     |
| Исаев Пётр Фёдорович                  | надворный советник, и. д. (утверждён с произведением в коллежские советники 18.10.1862), (статский советник) | 09.03.1862—23.06.1867     |
| Арсеньев Николай Константинович       | коллежский советник                                                                                          | 07.07.1867—28.06.1868     |
| Свербеев Александр Дмитриевич         | в звании камер-юнкера, коллежский советник (действительный статский советник)                                | 28.06.1868—23.10.1878     |
| Скалой Евстигней Николаевич           | статский советник                                                                                            | 23.10.1878—18.03.1886     |
| Хрущов Иван Фёдорович                 | коллежский советник                                                                                          | 18.03.1886—30.04.1887     |
| Меллер Оскар Карлович                 | действительный статский советник                                                                             | 14.05.1887—02.02.1897     |
| Извеков Егор Егорович                 | действительный статский советник                                                                             | 08.02.1897—14.01.1908     |
| Оболенский Александр Николаевич       | князь, коллежский советник                                                                                   | 14.01.1908—23.08.1910     |
| Хозиков Иван Владимирович             | статский советник                                                                                            | 23.08.1910—1914           |
| Борх Борис Юрьевич                    | граф, действительный статский советник                                                                       | 1914—1916                 |
| Изгоев Леонид Елпидифорович           | титулярный советник                                                                                          | 1916—1917                 |

## Торговля и ярмарки
Торговля играла ключевую роль в экономической жизни Костромской губернии, что во многом определялось её выгодным географическим положением на пересечении водных и сухопутных путей. Город Кострома, как губернский центр, исторически сформировался как крупный торговый узел. Этому способствовала планировка города с улицами, сходящимися к центру и пристаням, а также наличие специализированных торговых рядов (Красные ряды, Большие Мучные ряды и др.), приспособленных для хранения и сбыта разнообразной продукции.
Основными предметами торговли в губернии являлись хлеб (преимущественно привозной волжский), лесные материалы и лён — как в виде волокна и пряжи, так и в виде готовых полотняных изделий. Торговля хлопчатобумажной пряжей и тканями имела меньшее значение, поскольку основные торговые операции с этими товарами производились за пределами губернии. Важнейшую роль играла волжская торговля, по объёмам привоза и оборотов выделялась торговля «низовым» хлебом (из южных регионов Поволжья), сосредоточенная на нескольких крупных пристанях. В урожайные годы по Волге в губернию доставлялось около 3,1 млн пудов хлеба, из которых примерно три пятых приходилось на рожь и другие зерновые культуры, а две пятых — на пшеницу. С развитием пароходства на Верхней Волге торговля хлебом стала тесно связана с производством крупчатки.
Крупнейшими центрами хлебной торговли, а также важными пунктами сбыта льна, выступали Кострома, Юрьевец и посад Пучеж. В приволжских городах и сёлах была развита торговля лесом, который сплавлялся не только для местных нужд, но и для перепродажи в низовья Волги. Концентрация основных торговых потоков в приволжских городах приводила к тому, что суммарные годовые обороты южной части губернии превышали показатели северных и восточных уездов. Лидирующее положение занимала Кострома, чему способствовало наличие здесь не только торговой инфраструктуры, но и фабричного производства (льнопрядильные, механический и кожевенные заводы). За Костромой следовала Кинешма, чьё торговое значение значительно возросло после строительства железной дороги. Среди городов северной и восточной частей губернии выделялись Галич (известный кожевенным, замшевым, перчаточным производством, обработкой мехов), Макарьев и Ветлуга.
Торговая жизнь губернии концентрировалась не только в городах, но и в сельской местности, где действовала густая сеть базаров и ярмарок. Общее число базарных пунктов (мест, где еженедельно или в определённый сезон проходили торги) достигало 103, а общее число ярмарок, проводившихся в 210 населённых пунктах, составляло 403. Часто ярмарки были приурочены к престольным праздникам, которых во многих сёлах было по два в год (в честь «зимней» и «летней» церквей). Распределение торговых точек было неравномерным: наибольшая их плотность наблюдалась в южной, более населённой части губернии, где были развиты льноводство и ткацкая промышленность, а также ощущалось влияние Волги как транспортной артерии.
Провести чёткое различие между базаром и ярмаркой (или торжком) затруднительно. В целом, базары служили преимущественно для сбыта сельскохозяйственной продукции и сырья, тогда как на ярмарках предлагался более широкий ассортимент товаров, включая ремесленные изделия, мануфактуру и предметы, необходимые в крестьянском быту. Несмотря на то, что число ярмарок было почти вчетверо больше числа базаров, последние, вероятно, играли более важную роль в повседневной торговле. Большинство ярмарок были мелкими и длились всего один день.
Развитие торговли и промыслов способствовало относительной финансовой стабильности губернии. По данным на 1 января 1875 года, недоимка по основным налогам (подушной и оброчной податям) составляла всего 3 %. Однако по выкупным платежам недоимка достигала 14,5 %, причём основная её часть приходилась на Приветлужье (Ветлужский и частично Варнавинский уезды), что связывалось с низким плодородием почв, падёжом скота и другими неблагоприятными факторами. Наиболее исправно налоги выплачивались в местностях с развитыми отхожими промыслами.
С начала XIX века ярмарки представляли собой общие торги, где разрешалась свободная торговля любыми товарами для представителей всех сословий, причём проверка документов на право торговли обычно не производилась. Активное участие в ярмарках принимали как местные купцы и крестьяне, так и торговцы из соседних губерний — Ярославской, Владимирской, Нижегородской, Ивановской и Вологодской.

### Крупнейшие ярмарки конца XIX — начала XX века
Ниже представлена информация о наиболее значительных ярмарках Костромской губернии по данным на начало XX века:
| Уезд         | Место проведения                  | Название ярмарки            | Оборот (руб.)   | Сроки проведения                                           | Основные товары |
| ------------ | --------------------------------- | --------------------------- | --------------- | ---------------------------------------------------------- | --- |
| Костромской  | г. Кострома                       | Девятая                     | 180 000—200 000 | 21 день, с 9-й недели по Пасхе по 12-ю неделю включительно | Мануфактурные, галантерейные и бакалейные товары |
| Костромской  | г. Кострома                       | Фёдоровская                 | 120 000         | 14—17 марта                                                | Лён, лошади, мануфактура, крестьянские товары |
| Варнавинский | с. Урень                          | Крещенская (Январская)      | 100 000         | 1—9 января                                                 | Пушнина, дичь, рыба, скот, мясо; щепной и кожевенный товары; мануфактура и бакалея                                                                    |
| Варнавинский | с. Урень                          | Трёхсвятская                | 80 000          | 24—30 января                                               | Пушнина, дичь, рыба, скот, мясо; щепной и кожевенный товары; мануфактура и бакалея                                                                    |
| Варнавинский | с. Урень                          | Никольская (Декабрьская)    | 120 000         | 1—8 декабря                                                | Скот, пушнина, дичь, сырьё, рыба; мануфактурные, кожевенные товары                                                                                    |
| Кинешемский  | г. Кинешма                        | Крестовоздвиженская         | 100 000—120 000 | 14—28 сентября                                             | Мануфактурные, галантерейные и бакалейные товары |
| Макарьевский | г. Макарьев                       | Крещенская (Январская)      | 100 000         | 13—24 января                                               | Лошади, скот, сырьё; мануфактурные, бакалейные, галантерейные товары; лес, железные изделия; сельскохозяйственные семена; лён, кудель; топлёное масло |
| Макарьевский | г. Макарьев                       | Благовещенская (Мартовская) | 50 000          | 17—28 марта                                                | Лошади, скот, сырьё; мануфактурные, бакалейные, галантерейные товары; лес, железные изделия; сельскохозяйственные семена; лён, кудель; топлёное масло |
| Макарьевский | г. Макарьев                       | Ильинская (Июльская)        | 40 000          | 17—28 июля                                                 | Лошади, скот, сырьё; мануфактурные, бакалейные, галантерейные товары; лес, железные изделия; сельскохозяйственные семена; лён, кудель; топлёное масло |
| Кологривский | г. Кологрив                       | Пятницкая                   | 15 000          | 3 дня, в 9-ю пятницу по Пасхе                              | Скот, лошади; предметы крестьянского обихода |
| Кологривский | пос. Парфентьев (ныне Парфеньево) | Макарьевская (Июльская)     | 15 000          | 23—27 июля                                                 | Скот, лошади; предметы крестьянского обихода |

### Список ярмарок по уездам (конец XIX века)
Помимо крупнейших торгов, в губернии действовало множество других ярмарок, имевших важное локальное значение. Ниже приведён список некоторых из них по данным конца XIX века.
Костромской уезд
- г. Кострома
  - Девятая: с 9-й недели по Пасхе до воскресенья 12-й недели. Товары: часы, серебряные изделия, фарфоровая и фаянсовая посуда, книги, оружейные и медные товары, текстиль, лошади, картины, рукодельные принадлежности, игрушки и др.
  - Фёдоровская: 13—15 марта.
- г. Судиславль
  - Ивановская: 24—26 июня. Товары: продукция местных производителей из окрестных сёл и деревень.
- с. Красное-на-Волге
  - Всехсвятская: в четверг перед днём Святой Троицы. Товары: холсты, полотна, лён, посуда, лошади.
- с. Мисково
  - Сретенская: 2 февраля. Товары: хлеб, хмель, холст, крестьянская посуда.
  - Воздвиженская: 14 сентября.

Буйский уезд
- г. Буй
  - Ивановская (Леонтьевская): 18—20 июня. Товары: посуда, текстиль, книги, картины, продукция местных производителей и др.
  - Покровская: 28—30 сентября.
  - Введенская: 18—20 ноября и в понедельник Сырной недели.
- с. Молвитино (ныне Сусанино)
  - Тихоновская: 16—29 июня. Товары: полотна, холсты, сукно, кожи, варежки, рукавицы, чулки, шкуры, чугунные котлы, скоромное масло, сало, косы, серпы и прочий крестьянский инструмент.
- Селезнёва Слобода при Железно-Боровском монастыре
  - Ивановская: 22—25 июня.
- Село Покровское, что на Удгоде
  - Богоявленская: 6 января.
  - Покровская: 1 октября.

И другие в сёлах: Ферапонтов приход, Воздвиженское, Воскресенское, Контеево, Ильинское на Кореге.
Варнавинский уезд
- г. Варнавин
  - Троицкая: в день Святой Троицы. Товары: шёлковые, бумажные, шерстяные, льняные и кожевенные изделия, железо, деревянная посуда и др.
  - Варнавинская: 11 июля.
  - Михайловская: 8 ноября.
- с. Урень
  - Крещенская: 3—7 января. Товары: шёлковые, шерстяные, льняные и кожевенные изделия, чугун, железо, медь, лесные изделия, деревянная посуда, масло коровье и льняное, хлеб, лошади и др.
  - Трёхсвятская: 26—31 января.
  - Никольская: 3—7 декабря.

Ветлужский уезд
- г. Ветлуга
  - Благовещенская: 25—28 марта. Товары: кожи, овчина, сало, масло, медь, конская сбруя, сани, дровни, крестьянский инструмент, текстиль, парфюмерия, картины, книги.
  - Рождественская: 15 декабря — 1 января.
  - Введенская: 15—16 ноября.

Галичский уезд
- г. Галич
  - Никольская: 1—9 декабря. Товары: шёлковые, шерстяные, бумажные и галантерейные товары, фаянсовая и фарфоровая посуда и др.
  - Сергиевская: 25 октября — 1 ноября.

Кинешемский уезд
- г. Кинешма
  - Тихоновская: 16—21 июня. Товары: холсты и полотна из окрестных селений.
  - Крестовоздвиженская: 14 сентября — 1 октября. Товары: холсты, шерстяные, пеньковые, бумажные и металлические изделия, посуда, хрусталь, стекло, зеркала, книги, сахар, мыло, табак, мёд, свечи и др. (одна из крупнейших в губернии).
- с. Вичуга (Старая Вичуга)
  - Троицкая: 13—16 мая. Товары: полотно, миткаль, китайка, решемское сукно и др.
- с. Решма
  - Макарьевская: 23—26 июля.

Кологривский уезд
- г. Кологрив
  - Воздвиженская: 14 сентября. Товары: сукно, ситец, овчина, коровье масло и др.
  - Феодосиевская: 28 января — 3 февраля.
  - Ануфриевская: 11—13 июня.
  - Сергиевская: 25 сентября — 1 октября.
- пос. Парфентьево (ныне Парфеньево)
  - Крещенская недельная: 1—7 сентября (вероятно, ошибка в источнике, Крещение — в январе).
  - Девятая недельная: 7 дней, начиная с 9-й пятницы по Пасхе.
  - Макарьевская недельная: 19—25 июля.

И другие в сёлах: Николо-Полома, Ефремий-Ширь, Ильинское.
Макарьевский уезд
- г. Макарьев
  - Крещенская (Макарьевская): 12—20 января. Товары: шёлковые, суконные и галантерейные товары, книги, картины, пушнина, рыба, кожсырьё, лошади и др.
  - Благовещенская: 17—26 марта.
  - Ильинская: 14—21 июля.

Нерехтский уезд
- г. Нерехта
  - Борисоглебская: 1—4 июня. Товары: полотно, холст, пряжа, лён из окрестных селений.
  - Богородская: 22—23 июня.
  - Смоленская: 23—28 июля.
- Заштатный город Плёс
  - Петровская: 29 июня — 1 июля. Товары: холсты, посуда, хлеб, лошади и др.
  - Покровская: 1—7 октября.

Чухломский уезд
- г. Чухлома
  - Сергиевская: 23—25 сентября.
  - Екатерининская: 24 ноября — 1 декабря. Товары: овчина, шкуры, говядина, баранина, скот, коровье масло и др.
  - Авраамиевская: 19 июля.
  - Также ярмарки: в 6-е воскресенье после Пасхи (2 дня), в 10-ю пятницу после Пасхи (1 день).
- Варваринский погост (близ д. Астапово)
  - Покровская: 30 сентября — 1 октября.

И другие в сёлах: Ножкино, Судай, Бушнево, Васьково, Городище на Иде, Сенная, Троица, что у Голов.
Юрьевецкий уезд
- Заштатный город Лух
  - Казанская: 8 июля. Товары: холсты, шерсть, сукно и др.
- Посад Пучеж
  - Казанская: 8 июля. Товары: яровой хлеб.
  - Тихоновская: 16 июня. Товары: строевой лес, изделия из дерева.
- с. Парское
  - Ивановская: 27—30 августа. Товары: бумажные, шёлковые и шерстяные изделия, сукно, овчина, тулупы, полушубки, лошади и др. Ранее считалась одной из главных в губернии, но к концу XIX века её обороты снизились, что связывали с развитием железных дорог и изменением сроков Нижегородской ярмарки[6].
- Тихонова Пустынь (в Подмонастырской Слободе)
  - Тихоновская: 13—18 июня. Товары: сукно, шерсть, шёлк.

И другие в сёлах: Клоны, Филисово, Порздни.